# Nový Dvůr (Číhaň)
Nový Dvůr je malá vesnice, část obce Číhaň v okrese Klatovy v Plzeňském kraji. Nachází se asi 2,5 kilometru západně od Číhaně. Je zde evidováno 7 adres. V roce 2011 zde trvale žilo dvanáct obyvatel.
Nový Dvůr leží v katastrálním území Číhaň o výměře 7,34 km².

## Historie
První písemná zmínka o vesnici pochází z roku 1720.

## Obyvatelstvo
| Rok            | 1869 | 1880 | 1890 | 1900 | 1910 | 1921 | 1930 | 1950 | 1961 | 1970 | 1980 | 1991 | 2001 | 2011 | 2021 |
| -------------- | ---- | ---- | ---- | ---- | ---- | ---- | ---- | ---- | ---- | ---- | ---- | ---- | ---- | ---- | ---- |
| Počet obyvatel | 34   | 32   | 32   | 35   | 40   | 42   | 34   | 22   | 27   | 19   | 12   | 12   | 7    | 12   | 10   |
| Počet domů     | 5    | 6    | 5    | 5    | 5    | 5    | 7    | 7    | 7    | 6    | 4    | 4    | 5    | 5    | 5    |

## Obecní správa
Při sčítání lidu v letech 1850–1979 Nový Dvůr byl osadou obce Číhaň v okrese Klatovy. Od 1. ledna 1980 do 23. listopadu 1990 byl částí města Plánice v okrese Klatovy. Od 24. listopadu 1990 je opět částí obce Číhaň v okrese Klatovy.

## Galerie

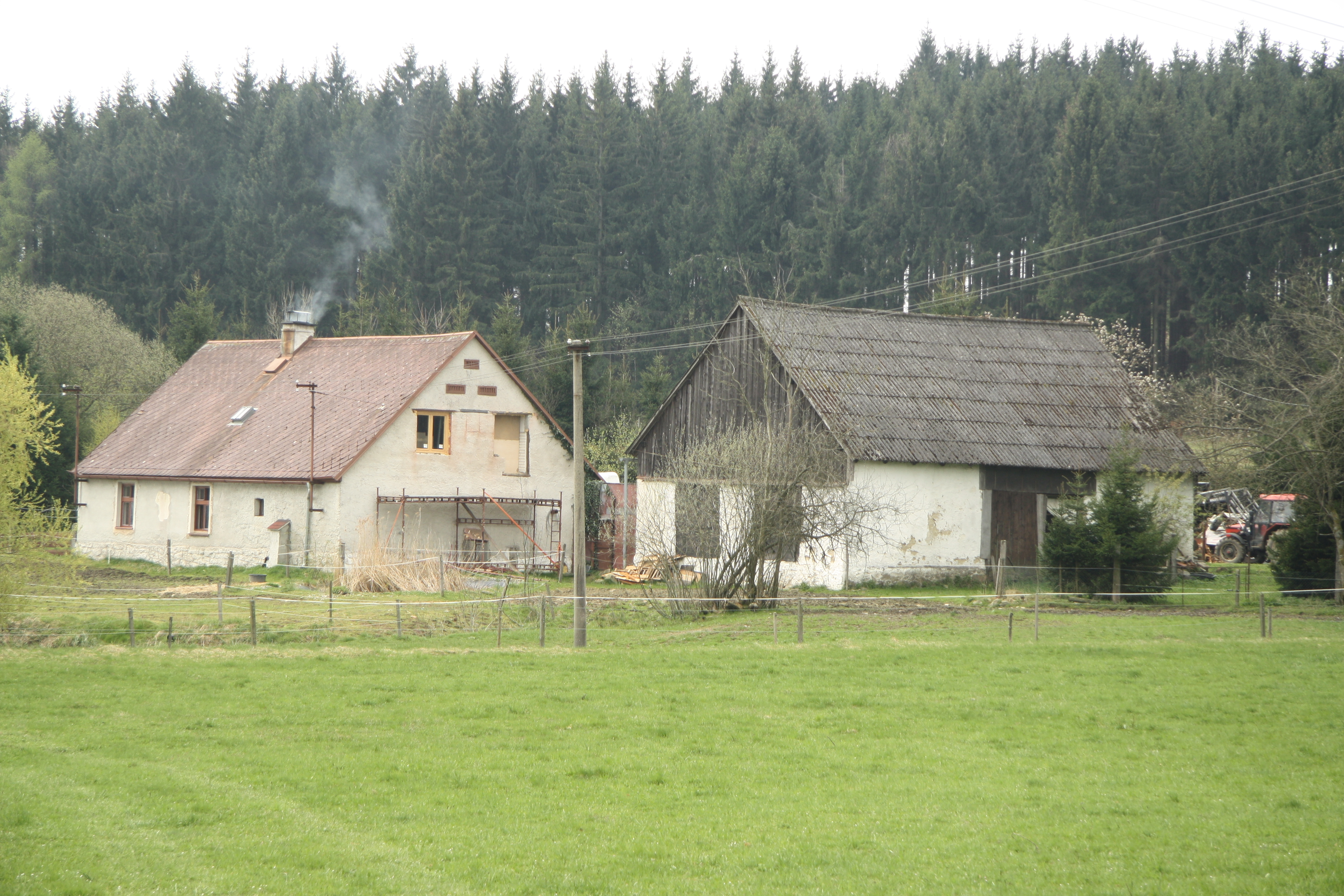
Domy
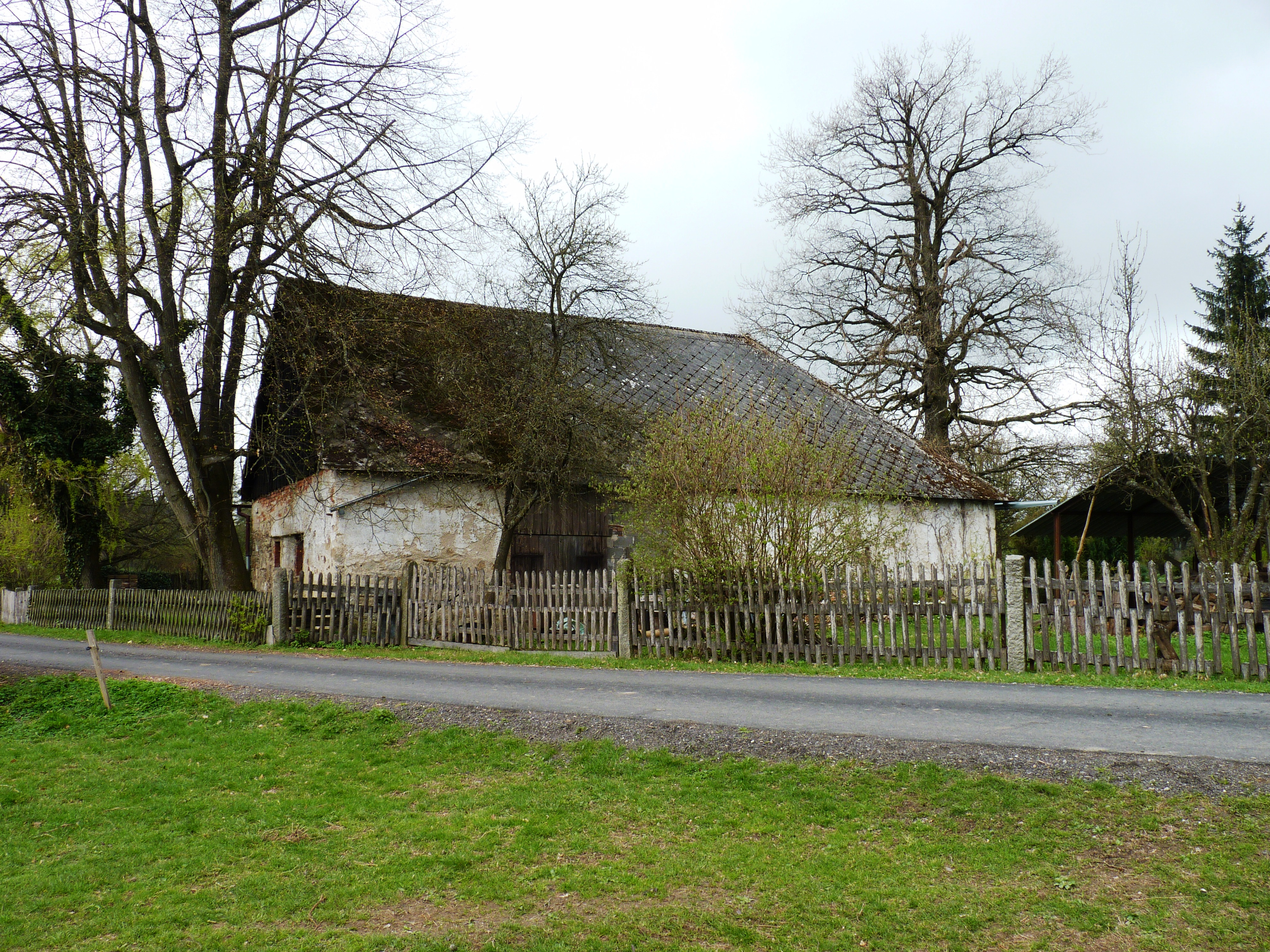
Stodola
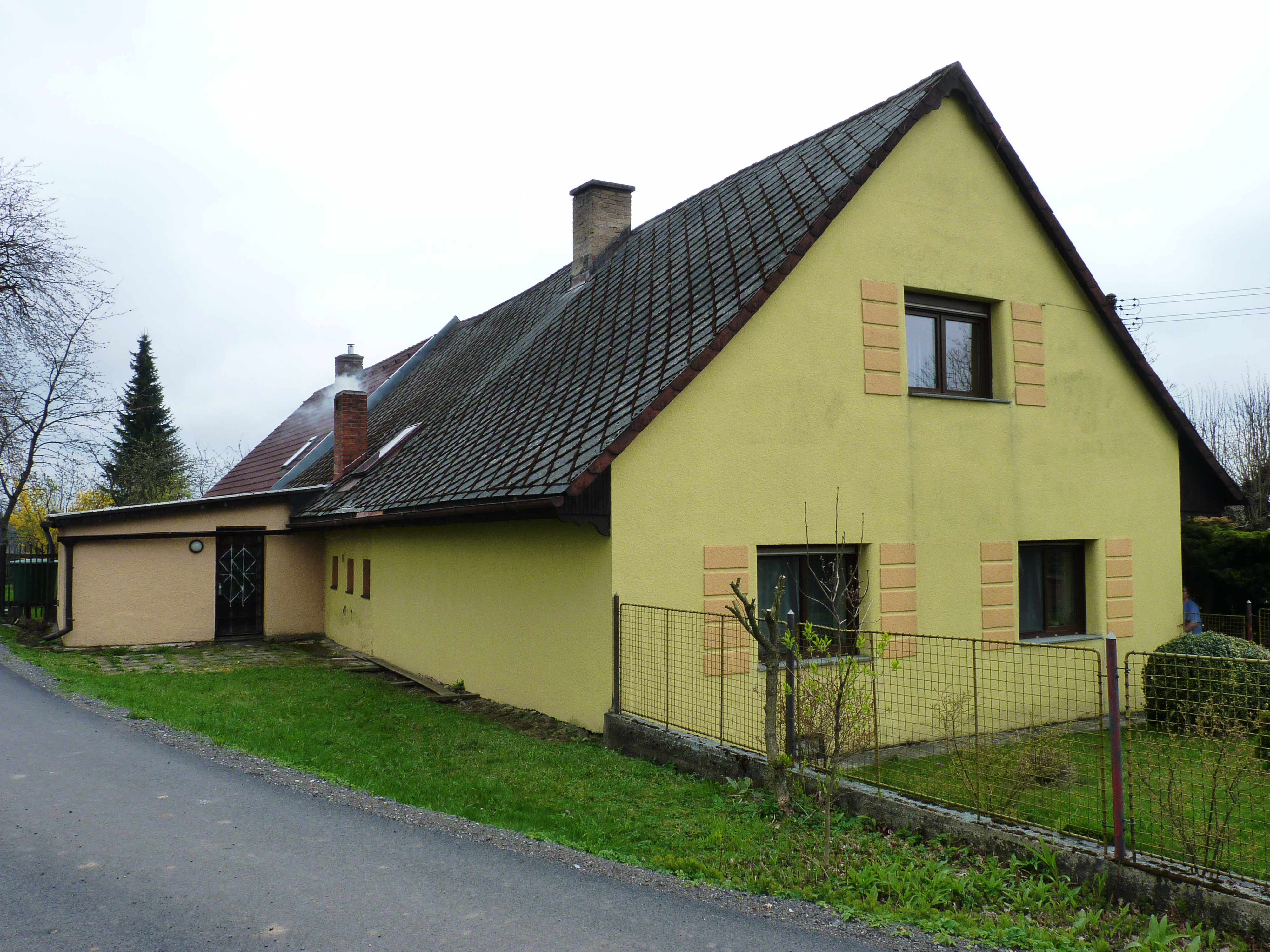
Dům